# Ле Макије (Бари)
Ле Макије (итал. Le Macchie) је насеље у Италији у округу Бари, региону Апулија.
Према процени из 2011. у насељу је живело 218 становника. Насеље се налази на надморској висини од 7 м.